# Władimir Zazubrin
Władimir Jakowlewicz Zazubrin, właśc. Zubcow (ros. Влади́мир Я́ковлевич Зазу́брин, ur. 25 maja?/6 czerwca 1895 w Penzie, zm. 28 września 1937 w Moskwie), rosyjski dziennikarz, prozaik. 

## Życiorys
Młodość spędził we Syzraniu, gdzie jego ojciec, pracownik kolei, został zesłany za udział w wydarzeniach roku 1905. W szkole realnej wraz z kolegami założył kółko socjalistyczne, za co został aresztowany w kwietniu 1915 i spędził trzy miesiące w więzieniu. Tam dał się zwerbować (prawdopodobnie za przyzwoleniem partii) carskiej Ochranie, dla której pracował jako agent "Minin".
W 1917 był ponownie aresztowany (przez władze Rządu Tymczasowego) za propagandę bolszewicką. Po wypuszczeniu z aresztu w Symbirsku został zmobilizowany i skierowany do Pawłowskiej Szkoły Wojskowej w Piotrogradzie. Tu był świadkiem wybuchu rewolucji październikowej. W lutym 1918 wrócił do Syzrania, ale już w sierpniu został ponownie zmobilizowany i skierowany do szkoły wojskowej w Irkucku, w której po dziesięciu miesiącach szkolenia otrzymał promocję na stopień podporucznika. 
Brał udział w rosyjskiej wojnie domowej po obu stronach frontu; latem 1919 służył w oddziałach admirała Kołczaka (dosłużył się stopnia podporucznika), a w październiku, kiedy armia Kołczaka była w odwrocie, przeszedł na stronę czerwonych; wypełniał tam również misje specjalne. Z czerwonymi trafił do Kańska, gdzie w 1920 zawarł związek małżeński z Warwarą Tieriajewą. 

### Działalność literacka
Pierwszy utwór, Dwa mira (Dwa światy), opublikował w 1921 pod pseudonimem "Zazubrin". Ta powieść-kronika dawała, zgodnie z tytułem, obraz zmagań "białych" i "czerwonych" na Syberii. Została oficjalnie uznana przez krytykę za "pierwszą radziecką powieść", cieszyła się wielką popularnością i do śmierci Zazubrina pojawiło się siedemnaście jej wydań. Powieść była czytana na głos w jednostkach wojskowych, pochlebnie wypowiadali się o niej m.in. Lenin, Łunaczarski i Gorki, który otoczył młodego pisarza opieką. 
W 1922 powstały opowiadania Obszczeżytije (Hotel pracowniczy) i Blednaja prawda (Blada prawda), które w roku następnym ukazały się drukiem w "Sibirskich Ogniach". Pierwsze daje obrazy egzystencji w czasach nepu, w drugim obserwujemy upadek lokalnego działacza bolszewickiego wplątanego w aferę korupcyjną. 
Drzazga (Szczepka), po latach wydana także w Polsce, to najważniejsze dzieło w jego dorobku. Niewielka objętościowo, została po raz pierwszy opublikowana w Związku Radzieckim w 1989, wcześniej uchodziła za zaginioną. Pierwotnie miała zostać opublikowana w "Sibirskich Ogniach", jednak nie doszło do tego z uwagi na jej wyjątkową drastyczność. Bohaterem utworu jest Srubow, przewodniczący gubernialnej Czeki z pełnym przekonaniem realizujący wyznaczone mu zadania, nie oszczędzający również własnego ojca. Jednak po pewnym czasie zaczyna zdradzać oznaki choroby psychicznej, w wyniku czego zostaje usunięty ze stanowiska. Opowiadanie jest pisane krótkimi, urywanymi frazami, które pozbawione emocji sugerują przerażenie autora rewolucją i zwątpienie w jej sens. 
Od 1923 Zazubrin był związany z syberyjskim miesięcznikiem "Sibirskije Ogni", gdzie początkowo pełnił funkcję sekretarza redakcji, a później redaktora naczelnego. Dzięki jego pracy wokół periodyku skupili się wszyscy znaczący ówcześnie literaci syberyjscy. Cenzura bolszewicka nie zawsze sprawnie spełniała swoje zadanie i w periodyku często zamieszczane były utwory sprzeczne z ortodoksją komunistyczną. 
W 1926 zorganizował zjazd pisarzy syberyjskich, na którym powołano Syberyjski Związek Pisarzy. Został wybrany jego przewodniczącym.

### Walka
Zazubrin stopniowo popadał w niełaskę. Wraz ze zmianą władzy na Syberii w 1926 zmieniło się również nastawienie do literatów skupionych wokół "Sibirskich Ogni". W roku 1927 trwała nieustanna nagonka w prasie na ludzi związanych z tym pismem. Zarzucano mu "syberyjski regionalizm i separatyzm, a dalej przemycanie ideologii kułacko-burżuazyjnej, nastroje antypartyjne, etc., etc." W czerwcu 1928 Zazubrin został usunięty z redakcji pisma i z funkcji przewodniczącego Syberyjskiego Związku Pisarzy oraz wykluczony z WKP(b). Z trudnej sytuacji wyratował go Maksym Gorki, który pomógł mu znaleźć pracę w moskiewskim Goslitizdacie (Państwowym Wydawnictwie Literackim) oraz w pismach "Naszy Dostiżenija" i "Kołchoznik" a także umożliwił wydanie powieści Gory (Góry) - najpierw w piśmie "Nowy Mir" w 1933, a roku później w wydaniu książkowym. Powieść spotkała się z ostrą krytyką. W 1934, podczas I Zjazdu Pisarzy Radzieckich, Zazubrina skreślono z listy członków zarządu Związku Pisarzy Radzieckich. 
28 czerwca 1937 podczas wielkiej czystki został wraz z żoną Warwarą Prokopiewną aresztowany przez NKWD i dokładnie 3 miesiące później rozstrzelany w więzieniu Lefortowo. Listę, na której go umieszczono, podpisali: Stalin, Mołotow, Woroszyłow, Żdanow i Kaganowicz. Zrehabilitowano go w 1957.

## Twórczość
- Dwa mira (Dwa światy, 1921)
- Obszczeżytije (Hotel pracowniczy, 1922) - opowiadanie
- Blednaja prawda (Blada prawda, 1922) - opowiadanie
- Drzazga. Opowieść o Niej i o Niej (Szczepka, napisana w 1923, pierwsza publikacja w 1989)
- Gory (Góry, 1933)
- Poslednije dni (Ostatnie dni, 1936) - wspomnienia o Gorkim

Zazubrin napisał scenariusz do filmu "Izbuszka na Bajkale", który miał swoją premierę 20 sierpnia 1926. Film nie zachował się.

## Ekranizacje
Na podstawie Drzazgi powstał w 1992 film Czekista w reżyserii Aleksandra Rogożkina